# 四號鎮區 (堪薩斯州魯克斯縣)
四號鎮區（英語：Township 4）為美國堪薩斯州魯克斯縣轄下的鎮區。2010年美国人口普查中該鎮區人口有33人。

## 地理
四號鎮區涵蓋總面積為92.88平方（35.86平方英里），其中92.76平方（35.81平方英里）為陸地，0.12平方（0.046平方英里）或0.13%為水域。海拔高度590（1,940英尺）。

## 人口統計
根據2010年美國人口普查，四號鎮區人口有33人，住房18戶，人口密度為0.36人/每平方公里。此鎮區居民之種族中，白人有33人，非裔美國人有0人，美洲原住民有0人，亞裔美國人有0人，太平洋島裔美國人有0人，其他種族有0人，混血種族則有0人。此外此鎮區有0人為西班牙裔或拉丁裔美國人。

## 交通

### 主要公路
- 183號美國國道